# La Voisine de Rigadin
Pour plus de détails, voir Fiche technique et Distribution.
La Voisine de Rigadin est un film muet français réalisé par Georges Monca, sorti en 1916.

## Fiche technique
- Titre : La Voisine de Rigadin
- Réalisation : Georges Monca
- Scénario : Ernest Lunel
- Photographie :
- Société de production : Pathé Frères
- Société de distribution : Pathé Frères
- Pays de production :  France
- Langue : film muet avec les intertitres en français
- Métrage : 260 mètres
- Format : Noir et blanc — 35 mm — 1,33:1 — Muet
- Genre :  Comédie
- Durée : 8 minutes et 30 secondes
- Date de sortie : 
  - France : 7 avril 1916

## Distribution
- Charles Prince : Rigadin
- Clo Marra : Mme Rigadin